# Placencja
Placencja – wieś w Polsce położona w województwie łódzkim, w powiecie łowickim, w gminie Łowicz. Równolegle do II wojny światowej funkcjonowała lokalna nazwa "Płaczów". Pierwotna nazwa "Płaczów" pojawia się już w roku 1579. W XVIII wieku dokumenty wspominają o tym, że wieś jest częścią wieczystej dzierżawy Heleny Radziwiłł. We wsi funkcjonuje Ludowy Klub Sportowy Dar Placencja, występujący w sezonie 2022/2023 w skierniewickiej Klasie A (7. poziom ligowy).
Słownik Geograficzny Królestwa Polskiego z r. 1880 tak opisuje wieś:

Wieś pow. łowicki. Dawna własność arcyb. gnieźn. Nazywała się pierwotnie "Płaczow" (Płaczów). Arcybiskup Leszczyński (zm. 1658) założył tu dla siebie rezydencyę, którą wykończył dopiero Prażmowski, i wtedy zmieniono nazwę wsi na "Placencya". W 1579 r. Płaczów podaje pobór od 2 łan., 4 zagr., Szczegóły tyczące się ks. Radziwiłłowej (ob. t. VIII, 238) mylnie tu odniesiono.

W latach 1975–1998 miejscowość administracyjnie należała do województwa skierniewickiego.